# Сандоваль, Эулохио
Эуло́хио Сандова́ль (исп. Eulogio Sandoval, 14 июля 1922 — дата смерти неизвестна) — боливийский футболист, полузащитник, участник чемпионата мира 1950 года (как запасной игрок).

## Карьера

### Клубная
Эулохио Сандоваль выступал за клуб «Литораль» из столицы Боливии.

### В сборной
Был в заявке на чемпионат мира 1950 года, однако на поле не выходил. Единственный матч за сборную сыграл 25 февраля 1953 года на ЧЮА-1953, где вышел на замену вместо Илариона Лопеса.